# Rozhanovce
Rozhanovce (em alemão: Roschowetz; húngaro: Rozgony) é um município da Eslováquia, situado no distrito de Košice-okolie, na região de Košice. Tem 22,21 km² de área e sua população em 2018 foi estimada em 2.540 habitantes.

## Demografia
| Ano:        | 1994 | 2004   | 2014   | 2024    |
| ----------- | ---- | ------ | ------ | ------- |
| Broj ljudi: | 2037 | 2160   | 2368   | 2632    |
| Razlika:    |      | +6,03% | +9,62% | +11,14% |

| Ano:               | 2023 | 2024   |
| ------------------ | ---- | ------ |
| Número de pessoas: | 2637 | 2632   |
| Diferença:         |      | -0,18% |